# Église Saint-Martin d'Arcy-Sainte-Restitue
L'église Saint-Martin est une église située à Arcy-Sainte-Restitue, en France.

## Localisation
L'église est située sur la commune d'Arcy-Sainte-Restitue, dans le département de l'Aisne.

## Historique
Au IXe siècle, le pape Léon IV donne au comte de Moreuil, en remerciement pour son aide dans la lutte contre les Sarrazins, les reliques de sainte Restitue. Pendant son retour vers ses terres, ramenant les reliques, le comte s'arrête à Arcy où elles sont déposées dans une chapelle. La sainte y fait plusieurs miracles et la châsse devient si lourde qu'elle ne peut pas être déplacée. Un pèlerinage va s'établir et le culte de la sainte va être la source de revenus importants. Ces bénéfices vont être convoités au XIIe siècle par le seigneur d'Oulchy. Les droits de l'abbaye Saint-Jean-des-Vignes sur le prieuré d'Arcy sont confirmés en 1139 par le pape Innocent II, puis par Adrien IV, en 1156. Les revenus sont estimés à 6 000 livres à la Révolution.
L'histoire de la construction de l'église n'est pas aisée. Sa structure montre qu'il y a eu deux époques de construction importantes, au XIIe siècle et au XVIe siècle. De l'église du XIIe siècle il subsiste la nef et la première travée du chœur. Eugène Lefèvre-Pontalis datait le chevet primitif des années 1130.
La reconstruction de l'église au XVIe siècle est attribuée au connétable de Montmorency, en particulier le chœur et les voûtes de la nef. Seigneur de Fère, il avait acheté la terre d'Arcy à la famille de Fay d'Athies.
L'église a été endommagée pendant la Première Guerre mondiale. En 1936, la rose de style Renaissance a été remplacée par une rose de style gothique du XIIIe siècle. D'importants travaux de restauration ont été effectués en 1955. D'autres travaux ont été réalisés en 1977.

## Protection
Le monument est classé au titre des monuments historiques en 1920.

## Mobilier
- Châsse de sainte Restitue, du XVIIe siècle, classée au titre objet[2].